# Zlatý pohár CONCACAF 2019 (soupisky)
Soupisky na Zlatý pohár CONCACAF 2019, který se hrál v USA, Kostarice a Jamajce.
| Zlato             | Stříbro        | Bronz            | Bronz              |
| ----------------- | -------------- | ---------------- | ------------------ |
| Mexiko • Soupiska | USA • Soupiska | Haiti • Soupiska | Jamajka • Soupiska |

## Skupina A

### Mexiko
Hlavní trenér:  Gerardo Martino
| Jméno                    | Datum narození     | Datum úmrtí | Klub                       |
| Brankáři                 | Brankáři           | Brankáři    | Brankáři                   |
| ------------------------ | ------------------ | ----------- | -------------------------- |
| Jonathan Orozco          | 12. května 1986    |             | Santos Laguna              |
| Hugo González            | 1. srpna 1990      |             | Club Necaxa                |
| Guillermo Ochoa          | 13. července 1985  |             | Standard Lutych            |
| Obránci                  |                    |             |                            |
| Néstor Araujo            | 21. srpna 1991     |             | Celta de Vigo              |
| Carlos Salcedo           | 29. září 1993      |             | Tigres UANL                |
| Diego Reyes              | 19. září 1992      |             | CD Leganés                 |
| Héctor Moreno            | 17. ledna 1988     |             | Real Sociedad              |
| César Montes             | 24. února 1997     |             | CF Monterrey               |
| Fernando Navarro Morán   | 18. dubna 1989     |             | Club León                  |
| Luis Alfonso Rodríguez   | 21. ledna 1991     |             | Tigres UANL                |
| Jesús Gallardo           | 14. srpna 1994     |             | CF Monterrey               |
| Záložníci                |                    |             |                            |
| Edson Álvarez            | 24. října 1997     |             | Club América               |
| Jonathan dos Santos      | 26. dubna 1990     |             | Los Angeles Galaxy         |
| Orbelín Pineda           | 24. března 1996    |             | Cruz Azul                  |
| Carlos Alberto Rodríguez | 3. ledna 1997      |             | CF Monterrey               |
| Luis Montes              | 15. května 1986    |             | Club León                  |
| Érick Gutiérrez          | 17. června 1995    |             | PSV Eindhoven              |
| Andrés Guardado          | 28. září 1986      |             | Real Betis                 |
| Uriel Antuna             | 21. srpna 1997     |             | Los Angeles Galaxy         |
| Útočníci                 |                    |             |                            |
| Raúl Jiménez             | 5. května 1991     |             | Wolverhampton Wanderers FC |
| Roberto Alvarado         | 7. září 1998       |             | Cruz Azul                  |
| Alexis Vega              | 25. listopadu 1997 |             | CD Guadalajara             |
| Rodolfo Pizarro          | 15. února 1994     |             | CF Monterrey               |

### Kanada
Hlavní trenér:  John Herdman
| Jméno                   | Datum narození     | Datum úmrtí | Klub                   |
| Brankáři                | Brankáři           | Brankáři    | Brankáři               |
| ----------------------- | ------------------ | ----------- | ---------------------- |
| Jayson Leutwiler        | 25. dubna 1989     |             | Blackburn Rovers FC    |
| Milan Borjan            | 23. října 1987     |             | FK Crvena zvezda       |
| Maxime Crépeau          | 11. dubna 1994     |             | Vancouver Whitecaps FC |
| Obránci                 |                    |             |                        |
| Zachary Brault-Guillard | 30. prosince 1998  |             | Club de Foot Montréal  |
| Ashtone Morgan          | 9. února 1991      |             | Toronto FC             |
| Derek Cornelius         | 25. listopadu 1997 |             | Vancouver Whitecaps FC |
| Doneil Henry            | 20. dubna 1993     |             | Vancouver Whitecaps FC |
| Kamal Miller            | 16. června 1997    |             | Orlando City SC        |
| Marcus Godinho          | 28. června 1997    |             | Heart of Midlothian FC |
| Záložníci               |                    |             |                        |
| Will Johnson            | 21. ledna 1987     |             | Orlando City SC        |
| Samuel Piette           | 12. listopadu 1994 |             | Club de Foot Montréal  |
| Russell Teibert         | 22. prosince 1992  |             | Vancouver Whitecaps FC |
| Scott Arfield           | 1. listopadu 1988  |             | Rangers FC             |
| Junior Hoilett          | 5. června 1990     |             | Cardiff City FC        |
| Atiba Hutchinson        | 8. února 1983      |             | Beşiktaş JK            |
| Mark-Anthony Kaye       | 2. prosince 1994   |             | Los Angeles FC         |
| Noble Okello            | 20. července 2000  |             | Toronto FC             |
| Jonathan Osorio         | 12. června 1992    |             | Toronto FC             |
| Útočníci                |                    |             |                        |
| Cyle Larin              | 17. dubna 1995     |             | Beşiktaş JK            |
| Liam Millar             | 27. září 1999      |             | Kilmarnock FC          |
| Alphonso Davies         | 2. listopadu 2000  |             | FC Bayern Mnichov      |
| Lucas Cavallini         | 28. prosince 1992  |             | Club Puebla            |
| Jonathan David          | 14. ledna 2000     |             | KAA Gent               |

### Martinik
Hlavní trenér:  Mario Bocaly
| Jméno                     | Datum narození     | Datum úmrtí | Klub                          |
| Brankáři                  | Brankáři           | Brankáři    | Brankáři                      |
| ------------------------- | ------------------ | ----------- | ----------------------------- |
| Loïc Chauvet              | 30. dubna 1988     |             | Golden Lion FC                |
| Arnaud Huygues des Étages | 30. prosince 1985  |             | Aiglon du Lamentin FC         |
| Stéphane Michalet         | 16. března 1989    |             | US Robert                     |
| Obránci                   |                    |             |                               |
| Yordan Thimon             | 10. září 1996      |             | Club Franciscain              |
| Rodrigue César            | 14. dubna 1988     |             | Club Colonial                 |
| Jean-Sylvain Babin        | 14. října 1986     |             | Sporting de Gijón             |
| Jordy Delem               | 18. března 1993    |             | Seattle Sounders FC           |
| Yann Thimon               | 1. ledna 1990      |             | Club Franciscain              |
| Audrick Linord            | 17. dubna 1987     |             | US Robert                     |
| Samuel Camille            | 2. února 1986      |             | CD Tenerife                   |
| Sébastien Crétinoir       | 12. února 1986     |             | Golden Lion FC                |
| Záložníci                 |                    |             |                               |
| Joris Marveaux            | 15. srpna 1982     |             | Gazélec Ajaccio               |
| Karl Vitulin              | 15. ledna 1991     |             | AS Samaritaine                |
| Gregory Enelada           | 1. prosince 1989   |             | Golden Star de Fort-de-France |
| Daniel Hérelle            | 17. října 1988     |             | Golden Lion FC                |
| Stéphane Abaul            | 23. listopadu 1991 |             | Club Franciscain              |
| Romario Barthéléry        | 24. června 1994    |             | Golden Lion FC                |
| Útočníci                  |                    |             |                               |
| Grégory Pastel            | 18. září 1990      |             | RC Rivière-Pilote             |
| Kévin Fortuné             | 6. srpna 1989      |             | Troyes AC                     |
| Mickaël Biron             | 26. srpna 1997     |             | Golden Lion FC                |
| Johnny Marajo             | 12. října 1993     |             | Club Franciscain              |
| Christophe Jougon         | 10. července 1995  |             | Club Franciscain              |
| Kévin Parsemain           | 13. února 1988     |             | Golden Lion FC                |

### Kuba
Hlavní trenér:  Raúl Mederos
| Jméno                 | Datum narození    | Datum úmrtí | Klub                            |
| Brankáři              | Brankáři          | Brankáři    | Brankáři                        |
| --------------------- | ----------------- | ----------- | ------------------------------- |
| Sandy Sánchez         | 24. května 1994   |             | Jarabacoa FC                    |
| Elier Pozo            | 28. ledna 1995    |             | FC Pinar del Río                |
| Nelson Johnston       | 25. února 1990    |             | FC Santiago de Cuba             |
| Obránci               |                   |             |                                 |
| Erick Rizo            | 7. března 1991    |             | FC Santiago de Cuba             |
| Yasmany López         | 11. října 1987    |             | FC Ciego de Ávila               |
| Dariel Morejón        | 21. prosince 1998 |             | FC Villa Clara                  |
| Yosel Piedra          | 27. března 1994   |             | Universidad SC                  |
| Karel Espino          | 27. října 2001    |             | FC Artemisa                     |
| Lionis Martínez       | 3. února 1989     |             | FC Santiago de Cuba             |
| Záložníci             |                   |             |                                 |
| Andy Baquero          | 17. srpna 1994    |             | Delfines del Este FC            |
| Rolando Abreu         | 15. května 1992   |             | FC Santiago de Cuba             |
| Alejandro Portal      | 21. října 1995    |             | FC Mayabeque                    |
| Arichel Hernández     | 20. září 1993     |             | CA Independiente de La Chorrera |
| Yordan Santa Cruz     | 7. října 1993     |             | Jarabacoa FC                    |
| Aníbal Álvarez        | 25. května 1995   |             | FC Ciego de Ávila               |
| Daniel Luis           | 11. května 1994   |             | Delfines del Este FC            |
| Jean Carlos Rodríguez | 27. května 1999   |             | FC Pinar del Río                |
| Reynaldo Pérez        | 22. ledna 1994    |             | Delfines del Este FC            |
| Jorge Kindelán        | 12. dubna 1986    |             | FC Santiago de Cuba             |
| Luismel Morris        | 14. prosince 1997 |             | CF Camagüey                     |
| Roberney Caballero    | 2. listopadu 1995 |             | FC Villa Clara                  |
| Útočníci              |                   |             |                                 |
| Maikel Reyes          | 4. března 1993    |             | FC Pinar del Río                |
| Luis Paradela         | 21. ledna 1997    |             | Universidad SC                  |

## Skupina B

### Kostarika
Hlavní trenér:  Gustavo Matosas
| Jméno              | Datum narození    | Datum úmrtí | Klub                       |
| Brankáři           | Brankáři          | Brankáři    | Brankáři                   |
| ------------------ | ----------------- | ----------- | -------------------------- |
| Bryan Segura       | 14. ledna 1997    |             | AD Municipal Pérez Zeledón |
| Marco Madrigal     | 3. srpna 1985     |             | AD San Carlos              |
| Leonel Moreira     | 2. dubna 1990     |             | CF Pachuca                 |
| Obránci            |                   |             |                            |
| Giancarlo González | 8. února 1988     |             | Los Angeles Galaxy         |
| Keysher Fuller     | 12. července 1994 |             | CS Herediano               |
| Óscar Duarte       | 3. června 1989    |             | RCD Espanyol               |
| Bryan Oviedo       | 18. února 1990    |             | Sunderland AFC             |
| Francisco Calvo    | 8. července 1992  |             | Chicago Fire               |
| Cristian Gamboa    | 24. října 1989    |             | Celtic FC                  |
| Kendall Waston     | 1. ledna 1988     |             | FC Cincinnati              |
| Rónald Matarrita   | 9. července 1994  |             | New York City FC           |
| Záložníci          |                   |             |                            |
| Randall Leal       | 14. ledna 1997    |             | Deportivo Saprissa         |
| Celso Borges       | 27. května 1988   |             | Göztepe SK                 |
| Christian Bolaños  | 17. května 1984   |             | Deportivo Saprissa         |
| Bryan Ruiz         | 18. srpna 1985    |             | Santos FC                  |
| Allan Cruz         | 24. února 1996    |             | FC Cincinnati              |
| Yeltsin Tejeda     | 17. března 1992   |             | CS Herediano               |
| Elías Aguilar      | 7. listopadu 1991 |             | Čeču United FC             |
| Jimmy Marín        | 8. října 1997     |             | CS Herediano               |
| Útočníci           |                   |             |                            |
| Álvaro Saborío     | 25. března 1982   |             | AD San Carlos              |
| Mayron George      | 23. října 1993    |             | FC Midtjylland             |
| Joel Campbell      | 26. června 1992   |             | Club León                  |
| Jonathan McDonald  | 28. října 1987    |             | Al-Ahli SC                 |

### Haiti
Hlavní trenér:  Marc Collat
| Jméno                 | Datum narození     | Datum úmrtí | Klub                   |
| Brankáři              | Brankáři           | Brankáři    | Brankáři               |
| --------------------- | ------------------ | ----------- | ---------------------- |
| Johny Placide         | 29. ledna 1988     |             | FK Carsko Selo 2015    |
| Josué Duverger        | 27. dubna 2000     |             | Vitória FC             |
| Isaac Rouaud Simon    | 12. února 1998     |             | Vannes OC              |
| Obránci               |                    |             |                        |
| Carlens Arcus         | 28. června 1996    |             | AJ Auxerre             |
| Mechack Jérôme        | 21. dubna 1990     |             | El Paso Locomotive FC  |
| Ricardo Adé           | 21. května 1990    |             | CD Magallanes          |
| Djimy Alexis          | 8. října 1997      |             | AS Capoise             |
| Jems Geffrard         | 26. srpna 1994     |             | Fresno FC              |
| Wilde-Donald Guerrier | 31. března 1989    |             | FK Karabach            |
| Andrew Jean-Baptiste  | 16. června 1992    |             | Umeå FC                |
| Alex Junior Christian | 5. prosince 1993   |             | FC Ararat-Armenia      |
| Záložníci             |                    |             |                        |
| Zachary Herivaux      | 2. ledna 1996      |             | New England Revolution |
| Bicou Bissainthe      | 15. března 1999    |             | North Texas SC         |
| Charles Hérold Jr.    | 23. července 1990  |             | Cibao FC               |
| Dutherson Clerveaux   | 20. ledna 1999     |             | Cavaly AS              |
| Steeven Saba          | 24. února 1993     |             | Violette AC            |
| Bryan Alceus          | 1. února 1996      |             | C'Chartres Football    |
| Útočníci              |                    |             |                        |
| Hervé Bazile          | 18. března 1990    |             | Le Havre AC            |
| Duckens Nazon         | 17. dubna 1994     |             | K. Sint-Truidense VV   |
| Derrick Etienne       | 25. listopadu 1996 |             | New York Red Bulls     |
| Mikaël Cantave        | 25. října 1996     |             | CD Tropezón            |
| Jonel Désiré          | 12. února 1997     |             | Lori FC                |
| Frantzdy Pierrot      | 29. března 1995    |             | Royal Excel Mouscron   |

### Nikaragua
Hlavní trenér:  Henry Duarte
| Jméno                | Datum narození    | Datum úmrtí | Klub                 |
| Brankáři             | Brankáři          | Brankáři    | Brankáři             |
| -------------------- | ----------------- | ----------- | -------------------- |
| Justo Lorente        | 27. února 1984    |             | Managua FC           |
| Henry Maradiaga      | 5. února 1990     |             | Juventus Managua     |
| Bryan Rodríguez      | 23. září 1996     |             | AD Carmelita         |
| Obránci              |                   |             |                      |
| Josué Quijano        | 10. března 1991   |             | Real Estelí FC       |
| Manuel Rosas         | 14. října 1983    |             | Real Estelí FC       |
| René Huete           | 5. června 1995    |             | CD Walter Ferretti   |
| Carlos Montenegro    | 7. ledna 1991     |             | AD Carmelita         |
| Luis Fernando Copete | 12. února 1989    |             | Club Always Ready    |
| Camphers Pérez       | 13. května 1998   |             | Managua FC           |
| Oscar López          | 27. února 1992    |             | Real Estelí FC       |
| Francisco Flores     | 2. dubna 1988     |             | AD Santos            |
| Záložníci            |                   |             |                      |
| Marlon López         | 2. listopadu 1992 |             | Real Estelí FC       |
| Daniel Cadena        | 9. února 1987     |             | UD Algaida           |
| Junior Arteaga       | 9. prosince 1999  |             | Juventus Managua     |
| Kevin Serapio        | 9. dubna 1996     |             | Managua FC           |
| Armanto Gkoufas      | 2. února 1995     |             | Irodotos FC          |
| Renato Punyed        | 22. srpna 1995    |             | Nybergsund IL-Trysil |
| Jorge Betancur       | 19. srpna 1991    |             | Real Estelí FC       |
| Agenor Báez          | 18. prosince 1997 |             | Managua FC           |
| Útočníci             |                   |             |                      |
| Carlos Chavarría     | 2. května 1994    |             | Padideh FC           |
| Luis Galeano         | 15. října 1991    |             | Real Estelí FC       |
| Juan Barrera         | 2. května 1989    |             | CSD Municipal        |
| Byron Bonilla        | 30. srpna 1993    |             | Municipal Grecia     |

### Bermudy
Hlavní trenér:  Kyle Lightbourne
| Jméno             | Datum narození    | Datum úmrtí | Klub                        |
| Brankáři          | Brankáři          | Brankáři    | Brankáři                    |
| ----------------- | ----------------- | ----------- | --------------------------- |
| Dale Eve          | 9. února 1995     |             | Robin Hood FC               |
| Jahquil Hill      | 15. ledna 1997    |             | Hereford FC                 |
| Quinaceo Hunt     | 21. ledna 2000    |             | Wakefield FC                |
| Obránci           |                   |             |                             |
| Calon Minors      | 11. července 1996 |             | Soccer Management Institute |
| Roger Lee         | 1. července 1991  |             | JK Tallinna Kalev           |
| Oliver Harvey     | 28. srpna 1993    |             | North Village Rams          |
| Jaylon Bather     | 31. prosince 1992 |             | Robin Hood FC               |
| Dante Leverock    | 11. dubna 1992    |             | Sligo Rovers FC             |
| Justin Donawa     | 27. června 1996   |             | Columbus Crew SC            |
| Záložníci         |                   |             |                             |
| Chikosi Basden    | 1. února 1995     |             | Hatfield Town FC            |
| Lejuan Simmons    | 7. dubna 1993     |             | Robin Hood FC               |
| Donte Brangman    | 26. června 1994   |             | Southampton Rangers SC      |
| Zeiko Lewis       | 4. června 1994    |             | Charleston Battery          |
| Willie Clemons    | 24. září 1994     |             | Bodens BK                   |
| Osagi Bascome     | 17. dubna 1998    |             | Robin Hood FC               |
| Cecoy Robinson    | 10. října 1987    |             | PHC Zebras                  |
| Milan Butterfield | 24. ledna 1998    |             | Kidderminster Harriers FC   |
| Tre Ming          | 11. dubna 1994    |             | PHC Zebras                  |
| Reggie Lambe      | 4. února 1991     |             | Cambridge United FC         |
| Liam Evans        | 1. května 1997    |             | Robin Hood FC               |
| Marco Warren      | 13. prosince 1993 |             | PHC Zebras                  |
| Útočníci          |                   |             |                             |
| Jonte Smith       | 10. července 1994 |             | Oxford United FC            |
| Nahki Wells       | 1. června 1990    |             | Burnley FC                  |

## Skupina C

### Honduras
Hlavní trenér:  Fabián Coito
| Jméno              | Datum narození     | Datum úmrtí | Klub               |
| Brankáři           | Brankáři           | Brankáři    | Brankáři           |
| ------------------ | ------------------ | ----------- | ------------------ |
| Luis López         | 13. září 1993      |             | Real CD España     |
| Rafael Zúñiga      | 13. května 1990    |             | Platense FC        |
| Harold Fonseca     | 8. října 1993      |             | CDS Vida           |
| Obránci            |                    |             |                    |
| Félix Crisanto     | 9. září 1990       |             | Lobos BUAP         |
| Maynor Figueroa    | 2. května 1983     |             | Houston Dynamo FC  |
| Henry Figueroa     | 28. prosince 1992  |             | LD Alajuelense     |
| Éver Alvarado      | 30. ledna 1992     |             | CD Olimpia         |
| Emilio Izaguirre   | 10. května 1986    |             | Celtic FC          |
| Danilo Acosta      | 17. října 1997     |             | Orlando City SC    |
| Denil Maldonado    | 26. května 1998    |             | CF Motagua         |
| Brayan Beckeles    | 28. listopadu 1985 |             | Club Necaxa        |
| Záložníci          |                    |             |                    |
| Bryan Acosta       | 24. listopadu 1993 |             | FC Dallas          |
| José Reyes         | 5. listopadu 1997  |             | CD Olimpia         |
| Alexander López    | 6. května 1992     |             | LD Alajuelense     |
| Michaell Chirinos  | 17. června 1995    |             | Lobos BUAP         |
| Héctor Castellanos | 28. prosince 1992  |             | CF Motagua         |
| Luis Garrido       | 5. listopadu 1990  |             | LD Alajuelense     |
| Jorge Álvarez      | 28. ledna 1998     |             | CD Olimpia         |
| Útočníci           |                    |             |                    |
| Anthony Lozano     | 25. dubna 1993     |             | Girona FC          |
| Rubilio Castillo   | 26. listopadu 1991 |             | Deportivo Saprissa |
| Romell Quioto      | 9. srpna 1991      |             | Houston Dynamo FC  |
| Alberth Elis       | 16. února 1996     |             | Houston Dynamo FC  |
| Roger Rojas        | 9. června 1990     |             | LD Alajuelense     |

### Jamajka
Hlavní trenér:  Theodore Whitmore
| Jméno             | Datum narození     | Datum úmrtí | Klub                             |
| Brankáři          | Brankáři           | Brankáři    | Brankáři                         |
| ----------------- | ------------------ | ----------- | -------------------------------- |
| Andre Blake       | 21. listopadu 1990 |             | Philadelphia Union               |
| Dwayne Miller     | 14. července 1987  |             | Syrianska FC                     |
| Amal Knight       | 19. listopadu 1993 |             | University of the West Indies FC |
| Obránci           |                    |             |                                  |
| Jamoi Topey       | 13. ledna 2000     |             | Bethlehem Steel FC               |
| Michael Hector    | 19. července 1992  |             | Sheffield Wednesday FC           |
| Alvas Powell      | 18. července 1994  |             | FC Cincinnati                    |
| Shaun Francis     | 2. října 1986      |             | Louisville City FC               |
| Damion Lowe       | 5. května 1993     |             | IK Start                         |
| Kemar Lawrence    | 17. září 1992      |             | New York Red Bulls               |
| Kevon Lambert     | 22. března 1997    |             | Phoenix Rising FC                |
| Záložníci         |                    |             |                                  |
| Andre Lewis       | 12. srpna 1994     |             | Portmore United FC               |
| Leon Bailey       | 9. srpna 1997      |             | Bayer 04 Leverkusen              |
| Ricardo Morris    | 11. února 1992     |             | Portmore United FC               |
| Je-Vaughn Watson  | 22. října 1983     |             | Oklahoma City Energy FC          |
| Peter-Lee Vassell | 3. února 1998      |             | Los Angeles FC                   |
| Tyreek Magee      | 27. srpna 1999     |             | Harbour View FC                  |
| Devon Williams    | 8. dubna 1992      |             | Louisville City FC               |
| Útočníci          |                    |             |                                  |
| Dever Orgill      | 8. března 1990     |             | MKE Ankaragücü                   |
| Maalique Foster   | 5. listopadu 1996  |             | Rio Grande Valley FC Toros       |
| Darren Mattocks   | 2. září 1990       |             | FC Cincinnati                    |
| Shamar Nicholson  | 16. března 1997    |             | NK Domžale                       |
| Junior Flemmings  | 16. ledna 1996     |             | Phoenix Rising FC                |
| Brian Brown       | 29. prosince 1992  |             | Reno 1868 FC                     |

### Salvador
Hlavní trenér:  Carlos de los Cobos
| Jméno                | Datum narození     | Datum úmrtí | Klub                |
| Brankáři             | Brankáři           | Brankáři    | Brankáři            |
| -------------------- | ------------------ | ----------- | ------------------- |
| Henry Hernández      | 4. ledna 1985      |             | AD Chalatenango     |
| Kevin Carabantes     | 20. března 1995    |             | CD Municipal Limeño |
| Óscar Pleitéz        | 6. února 1993      |             | AD Isidro Metapán   |
| Obránci              |                    |             |                     |
| Xavier García        | 26. června 1990    |             | CD FAS              |
| Roberto Domínguez    | 9. května 1997     |             | CD FAS              |
| Iván Mancía          | 1. května 1989     |             | Alianza FC          |
| Alexander Mendoza    | 4. června 1990     |             | Santa Tecla FC      |
| Jonathan Jiménez     | 12. července 1992  |             | Alianza FC          |
| Rubén Marroquín      | 15. října 1992     |             | Alianza FC          |
| Bryan Tamacas        | 21. února 1995     |             | Sportivo Luqueño    |
| Záložníci            |                    |             |                     |
| Narciso Orellana     | 28. ledna 1995     |             | Alianza FC          |
| Darwin Cerén         | 31. prosince 1989  |             | Houston Dynamo FC   |
| Jaime Alas           | 30. července 1989  |             | CSD Municipal       |
| Marvin Monterrosa    | 3. března 1991     |             | Alianza FC          |
| Santos Ortíz         | 22. ledna 1993     |             | CD Águila           |
| Andrés Flores        | 31. srpna 1990     |             | Portland Timbers    |
| Óscar Cerén          | 23. října 1991     |             | Alianza FC          |
| Gerson Mayen         | 9. února 1989      |             | Santa Tecla FC      |
| Diego Coca           | 26. srpna 1994     |             | CD Águila           |
| Útočníci             |                    |             |                     |
| David Rugamas        | 17. února 1990     |             | CD FAS              |
| Nelson Bonilla       | 11. září 1990      |             | Bangkok United FC   |
| Juan Carlos Portillo | 26. prosince 1991  |             | Alianza FC          |
| Brayan Paz           | 14. listopadu 1997 |             | CD Águila           |

### Curaçao
Hlavní trenér:  Remko Bicentini
| Jméno              | Datum narození     | Datum úmrtí                   | Klub                        |
| Brankáři           | Brankáři           | Brankáři                      | Brankáři                    |
| ------------------ | ------------------ | ----------------------------- | --------------------------- |
| Eloy Room          | 6. února 1989      |                               | PSV Eindhoven               |
| Jarzinho Pieter    | 11. listopadu 1987 | 9. září 2019 (ve věku 31 let) | SV Vesta                    |
| Zeus de la Paz     | 11. března 1995    |                               | Oldham Athletic AFC         |
| Obránci            |                    |                               |                             |
| Cuco Martina       | 25. září 1989      |                               | Feyenoord                   |
| Shermar Martina    | 14. dubna 1996     |                               | MVV Maastricht              |
| Darryl Lachman     | 11. listopadu 1989 |                               | PEC Zwolle                  |
| Jurich Carolina    | 15. července 1998  |                               | NAC Breda                   |
| Juriën Gaari       | 23. prosince 1993  |                               | RKC Waalwijk                |
| Záložníci          |                    |                               |                             |
| Michaël Maria      | 31. ledna 1995     |                               | Charlotte Independence      |
| Roly Bonevacia     | 8. října 1991      |                               | Western Sydney Wanderers FC |
| Leandro Bacuna     | 21. srpna 1991     |                               | Cardiff City FC             |
| Shanon Carmelia    | 20. března 1989    |                               | IJsselmeervogels            |
| Shermaine Martina  | 14. dubna 1996     |                               | MVV Maastricht              |
| Zinjo Constansia   | 6. dubna 1990      |                               | CRKSV Jong Holland          |
| Jimbertson Vapor   | 10. února 1996     |                               | RKSV Scherpenheuvel         |
| Ayrton Statie      | 22. července 1994  |                               | FC Lienden                  |
| Útočníci           |                    |                               |                             |
| Jarchinio Antonia  | 27. prosince 1990  |                               | AEL Limassol                |
| Charlison Benschop | 21. srpna 1989     |                               | FC Ingolstadt 04            |
| Gevaro Nepomuceno  | 10. listopadu 1992 |                               | Oldham Athletic AFC         |
| Kenji Gorré        | 29. září 1994      |                               | GD Estoril Praia            |
| Gino van Kessel    | 9. března 1993     |                               | KSV Roeselare               |
| Elson Hooi         | 1. října 1991      |                               | ADO Den Haag                |
| Jafar Arias        | 16. června 1995    |                               | FC Emmen                    |

## Skupina D

### USA
Hlavní trenér:  Gregg Berhalter
| Jméno              | Datum narození     | Datum úmrtí | Klub                  |
| Brankáři           | Brankáři           | Brankáři    | Brankáři              |
| ------------------ | ------------------ | ----------- | --------------------- |
| Zack Steffen       | 2. dubna 1995      |             | Columbus Crew SC      |
| Sean Johnson       | 31. května 1989    |             | New York City FC      |
| Tyler Miller       | 12. března 1993    |             | Los Angeles FC        |
| Obránci            |                    |             |                       |
| Nick Lima          | 17. listopadu 1994 |             | San Jose Earthquakes  |
| Omar Gonzalez      | 11. října 1988     |             | Toronto FC            |
| Walker Zimmerman   | 19. května 1993    |             | Los Angeles FC        |
| Tim Ream           | 5. října 1987      |             | Fulham FC             |
| Reggie Cannon      | 11. června 1998    |             | FC Dallas             |
| Daniel Lovitz      | 27. srpna 1991     |             | Club de Foot Montréal |
| Matt Miazga        | 19. července 1995  |             | Reading FC            |
| Aaron Long         | 12. října 1992     |             | New York Red Bulls    |
| Záložníci          |                    |             |                       |
| Michael Bradley    | 31. července 1987  |             | Toronto FC            |
| Wil Trapp          | 15. ledna 1993     |             | Columbus Crew SC      |
| Weston McKennie    | 28. srpna 1998     |             | FC Schalke 04         |
| Christian Pulišić  | 18. září 1998      |             | Chelsea FC            |
| Cristian Roldan    | 3. června 1995     |             | Seattle Sounders FC   |
| Djordje Mihailovic | 10. listopadu 1998 |             | Chicago Fire          |
| Útočníci           |                    |             |                       |
| Paul Arriola       | 5. února 1995      |             | D.C. United           |
| Gyasi Zardes       | 2. září 1991       |             | Columbus Crew SC      |
| Jordan Morris      | 26. října 1994     |             | Seattle Sounders FC   |
| Jozy Altidore      | 6. listopadu 1989  |             | Toronto FC            |
| Jonathan Lewis     | 4. června 1997     |             | Colorado Rapids       |
| Tyler Boyd         | 30. prosince 1994  |             | MKE Ankaragücü        |

### Panama
Hlavní trenér:  Julio Dely Valdés
| Jméno               | Datum narození     | Datum úmrtí | Klub                           |
| Brankáři            | Brankáři           | Brankáři    | Brankáři                       |
| ------------------- | ------------------ | ----------- | ------------------------------ |
| Luis Mejía          | 16. března 1991    |             | Nacional Montevideo            |
| José Calderón       | 14. srpna 1985     |             | CD Guastatoya                  |
| Orlando Mosquera    | 25. prosince 1994  |             | Tauro FC                       |
| Obránci             |                    |             |                                |
| Francisco Palacios  | 10. prosince 1990  |             | San Francisco FC               |
| Harold Cummings     | 1. března 1992     |             | San Jose Earthquakes           |
| Fidel Escobar       | 9. ledna 1995      |             | Sporting San Miguelito         |
| Román Torres        | 20. března 1986    |             | Seattle Sounders FC            |
| Kevin Galván        | 10. března 1996    |             | Sporting San Miguelito         |
| Adolfo Machado      | 14. února 1985     |             | Club The Strongest             |
| Éric Davis          | 31. března 1991    |             | FC DAC 1904 Dunajská Streda    |
| Michael Murillo     | 11. února 1996     |             | New York Red Bulls             |
| Záložníci           |                    |             |                                |
| José Luis Rodríguez | 19. června 1998    |             | Deportivo Alavés               |
| Marcos Sánchez      | 23. prosince 1989  |             | Tauro FC                       |
| Yoel Bárcenas       | 23. října 1993     |             | Real Oviedo                    |
| Armando Cooper      | 26. listopadu 1987 |             | Maccabi Petah Tikva FC         |
| Alberto Quintero    | 18. prosince 1987  |             | Club Universitario de Deportes |
| Ernesto Walker      | 9. února 1999      |             | Los Angeles Galaxy             |
| Omar Browne         | 3. května 1994     |             | Club de Foot Montréal          |
| Útočníci            |                    |             |                                |
| Gabriel Torres      | 31. října 1988     |             | Club Universidad de Chile      |
| Valentín Pimentel   | 30. května 1991    |             | CD Plaza Amador                |
| Rolando Blackburn   | 9. ledna 1990      |             | Club The Strongest             |
| José Fajardo        | 18. srpna 1993     |             | Al-Kawkab FC                   |
| Abdiel Arroyo       | 13. prosince 1993  |             | CD Árabe Unido                 |

### Trinidad a Tobago
Hlavní trenér:  Dennis Lawrence
| Jméno              | Datum narození     | Datum úmrtí                        | Klub                    |
| Brankáři           | Brankáři           | Brankáři                           | Brankáři                |
| ------------------ | ------------------ | ---------------------------------- | ----------------------- |
| Marvin Phillip     | 1. srpna 1984      |                                    | Central FC              |
| Greg Ranjitsingh   | 18. července 1993  |                                    | Orlando City SC         |
| Adrian Foncette    | 10. října 1988     |                                    | Police FC               |
| Obránci            |                    |                                    |                         |
| Aubrey David       | 11. října 1990     |                                    | Deportivo Saprissa      |
| Daneil Cyrus       | 15. prosince 1990  |                                    | Al Orobah FC            |
| Carlyle Mitchell   | 8. srpna 1987      |                                    | La Horquetta Rangers FC |
| Curtis Gonzales    | 26. ledna 1989     |                                    | Defence Force FC        |
| Alvin Jones        | 9. července 1994   |                                    | Oklahoma City Energy FC |
| Mekeil Williams    | 24. července 1990  |                                    | Oklahoma City Energy FC |
| Záložníci          |                    |                                    |                         |
| Joevin Jones       | 3. srpna 1991      |                                    | Seattle Sounders FC     |
| Neveal Hackshaw    | 21. září 1995      |                                    | Indy Eleven             |
| Duane Muckette     | 1. července 1995   |                                    | Memphis 901 FC          |
| Cordell Cato       | 15. července 1992  |                                    | Oklahoma City Energy FC |
| Khaleem Hyland     | 5. června 1989     |                                    | Al Faisaly FC           |
| Kevin Molino       | 17. června 1990    |                                    | Minnesota United FC     |
| Levi García        | 20. listopadu 1997 |                                    | Bejtar Jeruzalém FC     |
| Nathan Lewis       | 20. července 1990  |                                    | Lansing Ignite FC       |
| Akeem Humphrey     | 25. listopadu 1995 |                                    | Club Sando FC           |
| Kevan George       | 30. ledna 1990     |                                    | Charlotte Independence  |
| Jomal Williams     | 28. dubna 1994     |                                    | W. Connection FC        |
| Leston Paul        | 11. března 1990    |                                    | Memphis 901 FC          |
| Útočníci           |                    |                                    |                         |
| Shahdon Winchester | 8. ledna 1992      | 19. prosince 2019 (ve věku 27 let) | W. Connection FC        |
| Lester Peltier     | 13. září 1988      |                                    | Al Orobah FC            |

### Guyana
Hlavní trenér:  Michael Owen Johnson
| Jméno                | Datum narození     | Datum úmrtí | Klub                      |
| Brankáři             | Brankáři           | Brankáři    | Brankáři                  |
| -------------------- | ------------------ | ----------- | ------------------------- |
| Akel Clarke          | 25. října 1988     |             | SV Walking Boyz Company   |
| Alex Murray          | 21. listopadu 1992 |             | Santos FC                 |
| Quillan Roberts      | 26. října 1994     |             | Forge FC                  |
| Obránci              |                    |             |                           |
| Kevin Layne          | 1. ledna 1998      |             | Guyana Defence Force FC   |
| Kadell Daniel        | 3. června 1994     |             | Dover Athletic FC         |
| Jordan Dover         | 14. prosince 1994  |             | Pittsburgh Riverhounds SC |
| Ronayne Marsh-Brown  | 13. listopadu 1984 |             | Peterborough Sports FC    |
| Sam Cox              | 10. října 1990     |             | Wealdstone FC             |
| Liam Gordon          | 15. května 1999    |             | Dagenham & Redbridge FC   |
| Terence Vancooten    | 29. prosince 1997  |             | Stevenage FC              |
| Matthew Briggs       | 6. března 1991     |             | Maldon & Tiptree FC       |
| Záložníci            |                    |             |                           |
| Elliot Bonds         | 23. března 2000    |             | Dagenham & Redbridge FC   |
| Daniel Wilson        | 1. listopadu 1993  |             | Western Tigers FC         |
| Neil Danns           | 23. listopadu 1982 |             | Bury FC                   |
| Stephen Duke-McKenna | 17. srpna 2000     |             | Bolton Wanderers FC       |
| Brandon Beresford    | 15. července 1992  |             | Peachtree City MOBA       |
| Anthony Jeffrey      | 3. října 1994      |             | Dover Athletic FC         |
| Útočníci             |                    |             |                           |
| Keanu Marsh-Brown    | 10. srpna 1992     |             | Newport County AFC        |
| Sheldon Holder       | 30. září 1991      |             | Morvant Caledonia United  |
| Emery Welshman       | 9. listopadu 1991  |             | Forge FC                  |
| Callum Harriott      | 4. března 1994     |             | Reading FC                |
| Pernell Schultz      | 7. dubna 1994      |             | Western Tigers FC         |
| Terell Ondaan        | 9. září 1993       |             | SC Telstar                |